# Scuola dei Luganegheri

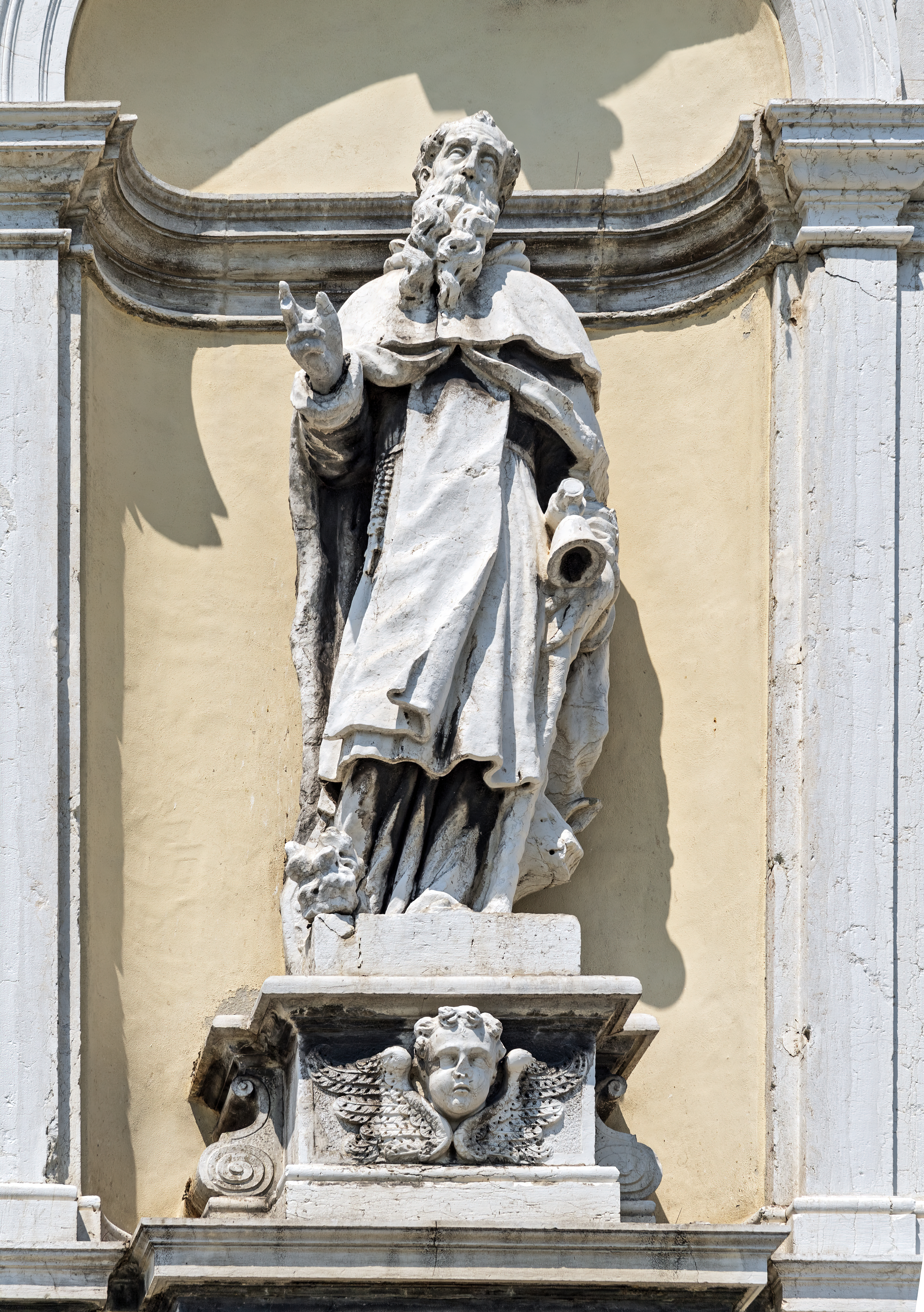
Statua di Sant'Antonio Abate

La Scuola dei Luganegheri è un'architettura di Venezia, ubicata nel sestiere di Dorsoduro e affacciata sul Canale della Giudecca.

## Storia
La struttura risale al XVII secolo; fu acquisita dalla confraternita dei Luganegheri, fondata nel 1497 e avente sede liturgica a San Salvador.
Il termine Luganegheri è il corrispondente veneziano di salumai (la cui attività era precisamente "macellazione, confezionamento e vendita di carni suine; vendita di minuzzami di provenienza bovina"), nel 1681, che fecero di questo palazzo la loro nuova sede, che fino ad allora era stata in una piccola scuola a Rialto. Venne restaurata nel 1683. 
Dopo la chiusura, la scuola subì interventi che ne compromisero l'originario assetto.

## Descrizione
Si tratta di un edificio a due piani, caratterizzato al piano terra da quattro ingressi rettangolari sovrastati da monofore quadrangolari; il tutto è fortemente rimaneggiato e oggi gli ingressi sono funzionali all'attività ristorativa di cui sono sede gli ambienti interni del pian terreno, un tempo adibito a ospitare gli animali da macellare.
Di maggior rilievo gli elementi che compongono la facciata al primo piano: due grandi monofore a tutto sesto con mascherone in chiave di volta poste alle estremità, tra le quali, incorniciata da due lapidi, si trova un'ampia nicchia, disegnata su modello delle monofore, contenente la statua di Sant'Antonio Abate, protettore della confraternita.